# 查爾瓦瓦喬區
14°07′01″S 72°15′00″W / 14.11694°S 72.25000°W
查爾瓦瓦喬區（西班牙語：Distrito de Chalhuahuacho），是秘魯的一個區，位於該國南部阿普里馬克大區的科塔班巴斯省，始建於1994年11月18日，面積440平方公里，海拔高度3,698米，2005年人口6,443，人口密度每平方公里15人。